# NGC 5581
NGC 5581 ist eine elliptische Galaxie mit aktivem Galaxienkern vom Hubble-Typ E-S0 im Sternbild Bärenhüter am Nordsternhimmel. Sie ist schätzungsweise 207 Millionen Lichtjahre von der Milchstraße entfernt und hat einen Durchmesser von etwa 50.000 Lichtjahren.
Im selben Himmelsareal befindet sich unter anderem die Galaxie IC 1006.
Das Astronomische Objekt wurde am 6. Mai 1883 von Édouard Stephan entdeckt.